# El diari de Julius Rodman
El diari de Julius Rodman, o relat del primer pas a través de les muntanyes Rocoses d'Amèrica del Nord mai perpetrat per l'ésser humà civilitzat (The Journal of Julius Rodman, Being an Account of the First Passage across the Rocky Mountains of North America Ever Achieved by Civilized Man) és una novel·la d'aventures de fulletó, inacabada, d'Edgar Allan Poe; es publicà al 1840.

## Trama
El diari de Julius Rodman és un relat novel·lat d'una suposada primera expedició pel desert del Llunyà Oest, creuant les muntanyes Rocoses. S'hi narra aquesta expedició dirigida el 1792 pel protagonista, Julius Rodman, pel riu Missouri en direcció al nord-oest. Per l'any en què s'efectuà, aquesta expedició hauria fet de Rodman el primer europeu a creuar les muntanyes Rocoses. El relat és una crònica detallada de successos de la naturalesa més sorprenent, i narra, segons un dels seus editors, «les vicissituds sense precedents i aventures experimentades per un grapat d'homes en un país que, fins llavors, mai havia estat explorat per "l'ésser humà civilitzat"».
Julius Rodman, en el relat, és un emigrant anglés que primer s'instal·la a Nova York, i després a Kentucky i Mississipi. La seua expedició, amb alguns companys, que ix de Mill's Point, Missouri amunt, és descrita fil per randa en el seu diari. El manuscrit del diari hauria eixit a la llum a càrrec del seu hereu, James E. Rodman.
Acompanyaven Rodman: Pierre, Alexander Wormley, Toby, un virginià, Andrew Thornton, i els germans Greely, John, Robert, Meredith, Frank i Poindexter. La partida es descriu com formada per "simples viatgers per plaer", exempts de motius comercials o pecuniaris. Viatjaven en una gran canoa amb la quilla de trenta peus, a prova de bales. Els viatgers descriuen els penya-segats blancs del Missouri: «La cara d'aquests notables penya-segats, com es pot imaginar, és solcada per una varietat de línies quadriculades formades pel degoteig de les pluges sobre material tou, de manera que una fantasia fèrtil podria imaginar amb facilitat que siguen gegantescs monuments erigits per art humà, i tallats amb motius jeroglífics». En el capítol final, es descriu un feroç atac de dos ossos bruns al grup expedicionari: «Hem tingut a penes temps de dir-nos tots dos una paraula quan dos enormes ossos bruns (els primers que ens creuem en el viatge) s'han precipitat sobre nosaltres amb la boca oberta des d'un massís de flors». Se'n detalla la feresa: «Aquests animals són molt temuts pels indis, i amb raó, perquè són criatures formidables que tenen un vigor prodigiós, una ferocitat indomable i una enorme tenacitat». Un membre del grup, Greely, és atacat i mutilat per un dels ossos. Rodman i un altre membre, el Profeta, l'ajuden. Disparen a l'os, però no poden detenir l'atac. Després els dos són atacats també per la bèstia. Acorralats al penya-segat, són salvats de la mort per Greely, que dispara a l'os a frec: «El nostre alliberador, que havia lluitat amb molts ossos al llarg de la seua vida, havia posat la pistola deliberadament davant els ulls del monstre i la munició li esclatà al cervell».

## Publicació

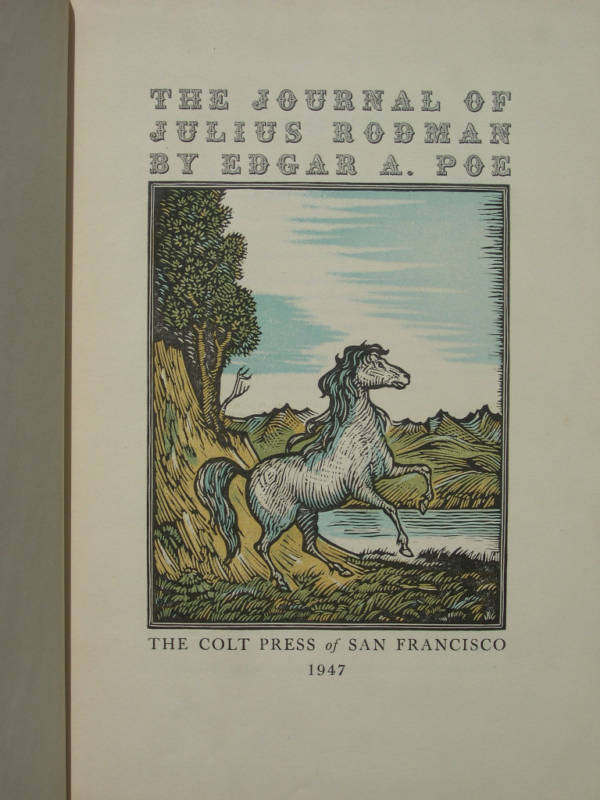
Coberta de l'edició de 1947 de The Colt Press, San Francisco

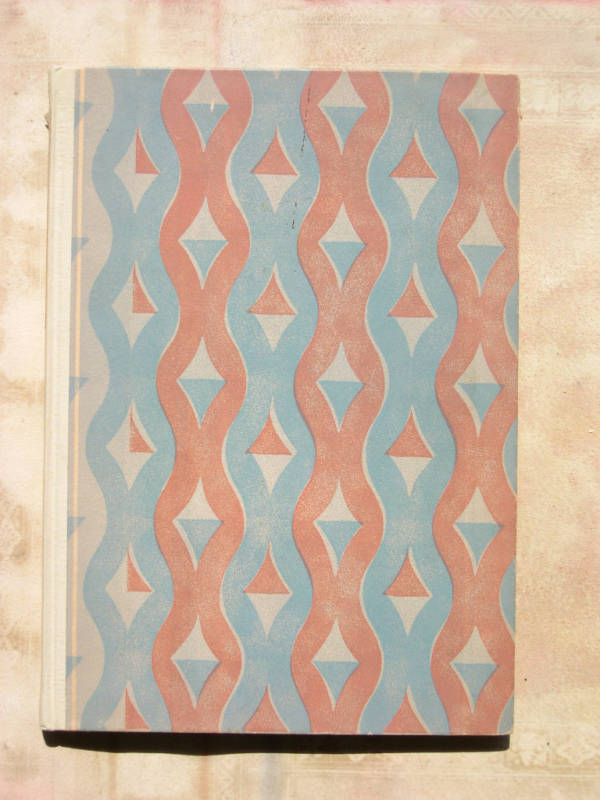
Gravat de Mallette Dean per a aquesta edició

Sis lliuraments de la novel·la els publicà la Burton's Gentleman's Magazine, de gener a juny de 1840. En aquesta època, Edgar Allan Poe era editor i col·laborador de la revista. Fou acomiadat del seu treball al juny de 1840 per William Burton, i es negà a acabar la novel·la.
L'obra fou reimpresa cent anys més tard, al 1947, per The Colt Press, de San Francisco, enquadernada en tapa dura, amb gravats en fusta de Mallette Dean i una introducció de Jane Grabhorn. El 2008, Pushkin Press tragué una nova edició il·lustrada de la novel·la, amb epílec de Michael David.
El 2009, Chris Aruffo feu un enregistrament de la novel·la com a part d'una sèrie.

## Recepció
El 1840, data de la seua publicació, els membres del Senat dels Estats Units cregueren que la història explicada era verídica. Robert Greenhow (1800-1854), natural de Richmond, Virgínia, la família del qual podria haver conegut a Poe, escrigué sobre aquesta obra un text recollit en el Document del 26é Congrés del Senat dels Estats Units, 1ª Sessió, Volum IV (1839-1840), pàgines 140-141, titulat Memoir, Historical and Political, on the Northwest Coast of North America, and the Adjacent Territories; Illustrated by a Map and a Geographical View of Those Countries. S'hi afirma: «És digne d'anotar-se ací el relat d'una expedició al llarg del continent americà, efectuada entre 1791 i 1794, per un grup de ciutadans dels Estats Units, sota la direcció de Julius Rodman, el diari dels quals s'ha descobert recentment a Virgínia i ara està en curs de publicació en una revista periòdica de Filadèlfia». Greenhow admeté que l'expedició completa encara no havia estat plenament confirmada.
Aquest "engany" no intencionat al Senat dels Estats Units suggereix la capacitat de Poe de transmetre versemblança a les seues ficcions. El 1844, les Memòries de Greenhow foren ampliades i reeditades en forma de llibre amb el títol de The History of Oregon and Califòrnia and Other Territories on the North-West Coast of North America (La història d'Oregon i Califòrnia i altres territoris de la costa nord-oest d'Amèrica del Nord). En la segona edició, s'eliminaren les referències a Julius Rodman, i això implicava que Greenhow havia comprés el seu error.